# Cosmocercella
Cosmocercella ist eine Gattung der Spulwürmer mit zehn Arten. Sie sind Parasiten bei Amphibien und Reptilien in Amerika und Asien.

## Merkmale
Cosmocercella hat die Merkmale der Cosmocercinae. Die hintere Bauchseite ist bei Männchen mit rosettenartigen Schwanzpapillen besetzt, die jeweils einem klaren Bläschen aufsitzen. Weibchen enthalten nur wenige Eier, die zudem sehr groß (größer als 100 µm) sind. Die größte Ähnlichkeit besteht diesbezüglich zur Gattung Raillietnema, deren Männchen fehlen allerdings, wie bei allen anderen Cosmocercinae auch, die Rosettenpapillen mit Bläschen.

## Systematik
Das Interim Register of Marine and Nonmarine Genera weist folgende Arten aus:
- Cosmocercella haberi Steiner, 1924
- Cosmocercella iwatsukii Hasegawa, 1989
- Cosmocercella minor Freitas & Dobbin, 1961
- Cosmocercella multipapillata Khera, 1958
- Cosmocercella neveri Hsu & Hoeppli, 1933
- Cosmocercella oligodontis Wang, 1981
- Cosmocercella phrynomantisi Moravec, 1990
- Cosmocercella phyllomedusae Baker & Vaucher, 1983
- Cosmocercella pulchra Wilkie, 1930
- Cosmocercella uropeltidarum (Crusz & Ching, 1975)